# Elisabeth Krüger
Elisabeth Adolfine Krüger auch Elisabet Krüger (* 9. Januar 1864 in Kiel; † nach 1947) war eine deutsche Blumen- und Porträtmalerin.

## Leben

### Familie
Elisabeth Krüger war die Tochter des Architekten Hermann Georg Krüger. Ihre Schwestern waren die Malerinnen Clara von Sivers und Rosa Krüger. Die Familie lebte in Kiel in Düsternbrook 49.
Sie blieb zeit ihres Lebens unverheiratet.
Bis 1947 war sie in Kiel, zwischenzeitlich auch in Plön ansässig.

### Werdegang
Elisabeth Krüger besuchte die Malschule von C. W. Albers, bevor sie, gemeinsam mit ihrer Schwester Rosa, nach Berlin wechselte und dort von Karl Gussow, dem Bildnis-, Genre- und Landschaftsmaler Robert Warthmüller und Franz Skarbina unterrichtet wurde; anschließend gingen sie nach München zu Frithjof Smith.
Sie hat nach eigenen Angaben auch in Paris, auf den Friesischen Inseln und auf Capri gearbeitet.
Mit Blumenbildern nahm sie 1894 an der 1. Ausstellung der Schleswig-Holsteinischen Kunstgenossenschaft (SHKG) teil; bei den weiteren Ausstellungen der SHKG zeigte sie zudem Porträtbilder. Bei den Ausstellungen der Großen Berliner Kunstausstellung war sie auch mit Landschaftsbildern und Bildnissen vertreten.

### Ausstellungen
- 1894: 1. Kunstausstellung der SHKG.
- 1897: Ausstellung der SHKG.
- 1898: Ausstellung der SHKG.
- 1899: Ausstellung der SHKG.
- 1899: Ausstellung der Münchner Künstlergenossenschaft (MKG).
- 1900: Große Berliner Kunstausstellung.
- 1900: Ausstellung der MKG.
- 1902: Ausstellung der SHKG.
- 1903: Ausstellung der SHKG.
- 1903: Ausstellung der MKG.
- 1904: Ausstellung der SHKG.
- 1904: Ausstellung der MKG.
- 1905: Ausstellung der SHKG.
- 1907: Ausstellung der SHKG.
- 1908: Ausstellung der SHKG.
- 1908: Große Berliner Kunstausstellung.

## Mitgliedschaften
- Elisabeth Krüger war Mitglied der Schleswig-Holsteinischen Kunstgenossenschaft.
- Sie war auch Mitglied der Münchner Künstlergenossenschaft.

## Werke (Auswahl)
- Kunsthalle zu Kiel: Zwei Kinder auf der Heikendorfer Wiese (1897/1898).